# Котлярка
Котля́рка (укр. Котлярка) — село на Украине, находится в Попельнянском районе Житомирской области. Впервые упоминается в 1753 году, статус села получило в 1820 году.
Код КОАТУУ — 1824782401. Население по переписи 2021 года составляет 467 человек. Почтовый индекс — 13523. Телефонный код — 4137. Занимает площадь 2,365 км².

## Адрес местного совета
13523, Житомирская область, Попельнянский р-н, с. Котлярка, ул. Гагарина, 5а; тел. 71-4-35.